# Femke Bol
Pour les articles homonymes, voir Bol.
Femke Bol, née le 23 février 2000 à Amersfoort, est une athlète néerlandaise spécialiste du 400 mètres et du 400 mètres haies.
Médaillée de bronze aux Jeux de Tokyo en 2021, elle remporte deux médailles d'argent lors des championnats du monde 2022 à Eugene, et signe un triplé inédit sur 400 m, 400 m haies et 4 × 400 m lors des championnats d'Europe 2022 à Munich. En 2023 aux Mondiaux de Budapest, elle réalise le doublé 400 m haies-relais 4 × 400 m. Lors des Jeux olympiques de Paris 2024, elle est médaillée d'or du relais mixte 4x400 m (après une exceptionnelle remontée) et décroche l'argent sur le relais 4x400 m. 
Elle détient le record du monde en salle du 400 m en 49 s 17, établi le 2 mars 2024, ainsi que le record d'Europe du 400 mètres haies en 50 s 95, établi le 14 juillet 2024, ce temps constituant la deuxième meilleure performance mondiale de tous les temps derrière l'Américaine Sydney McLaughlin-Levrone.
Elle est élue deux fois consécutivement athlète européenne de l'année, en 2022 et 2023, ce qui n’était plus arrivé depuis sa compatriote Dafne Schippers (2014 - 2015).

## Biographie
Femke Bol a étudié à l'université de Wageningue.

### Débuts
Femke Bol remporte le titre du 400 m haies lors des championnats d'Europe juniors 2019.
Lors des championnats du monde d'athlétisme 2019 à Doha, elle atteint les demi-finales du 400 m haies et y établit un nouveau record d'Europe junior en 55 s 32. Elle atteint par ailleurs la finale du relais 4 × 400 m, à laquelle elle termine à la 7e place.
En juillet 2020, à Arnhem, elle établit un nouveau record des Pays-Bas du 400 m haies en 53 s 79. Elle remporte ensuite le Bauhaus-Galan 2020 (54 s 68), deuxième étape de la Ligue de diamant 2020, puis l'étape de Rome (53 s 90).

### Médaille de bronze olympique et record d'Europe (2021)
Le 30 janvier 2021, pour sa rentrée hivernale à Vienne, elle bat le vieux record national en salle du 400 m, en 50 s 96. Elle confirme la semaine suivante à Metz en réalisant 50 s 81. Bol améliore encore le record national du 400 mètres féminin en salle, avec un temps de 50 s 64, lors des championnats nationaux en salle à Apeldoorn, le 21 février. Lors des championnats d'Europe d'athlétisme en salle à Toruń, en Pologne, elle décroche la médaille d'or sur 400 m et au titre du relais 4 × 400 m.
En juillet 2021 à Stockholm, Bol s'impose sur 400 m haies en 52 s 37, battant le record du meeting et établissant un nouveau record national sur la discipline. Elle devient alors la 4e meilleure performeuse de tous les temps et la 2e performeuse européenne de l'histoire derrière la Russe Yuliya Pechenkina, détentrice du record d'Europe depuis 2003 avec 52 s 34. Aux Jeux olympiques de Tokyo en août, la Néerlandaise décroche la médaille de bronze avec le temps de 52 s 03, nouveau record d'Europe, derrière les deux Américaines Sydney McLaughlin et Dalilah Muhammad qui établissent respectivement un nouveau record du monde en 51 s 46 et la deuxième meilleure performance de tous les temps en 51 s 58. Avec ce chrono, Femke Bol devient ainsi à 21 ans la 3e performeuse de tous les temps dans cette discipline. Le 9 septembre 2021, au meeting de Zurich, elle s'impose sur 400 m haies en 52 s 80, nouveau record du meeting, et remporte la Ligue de diamant 2021.

### Triplé aux championnats d'Europe (2022)

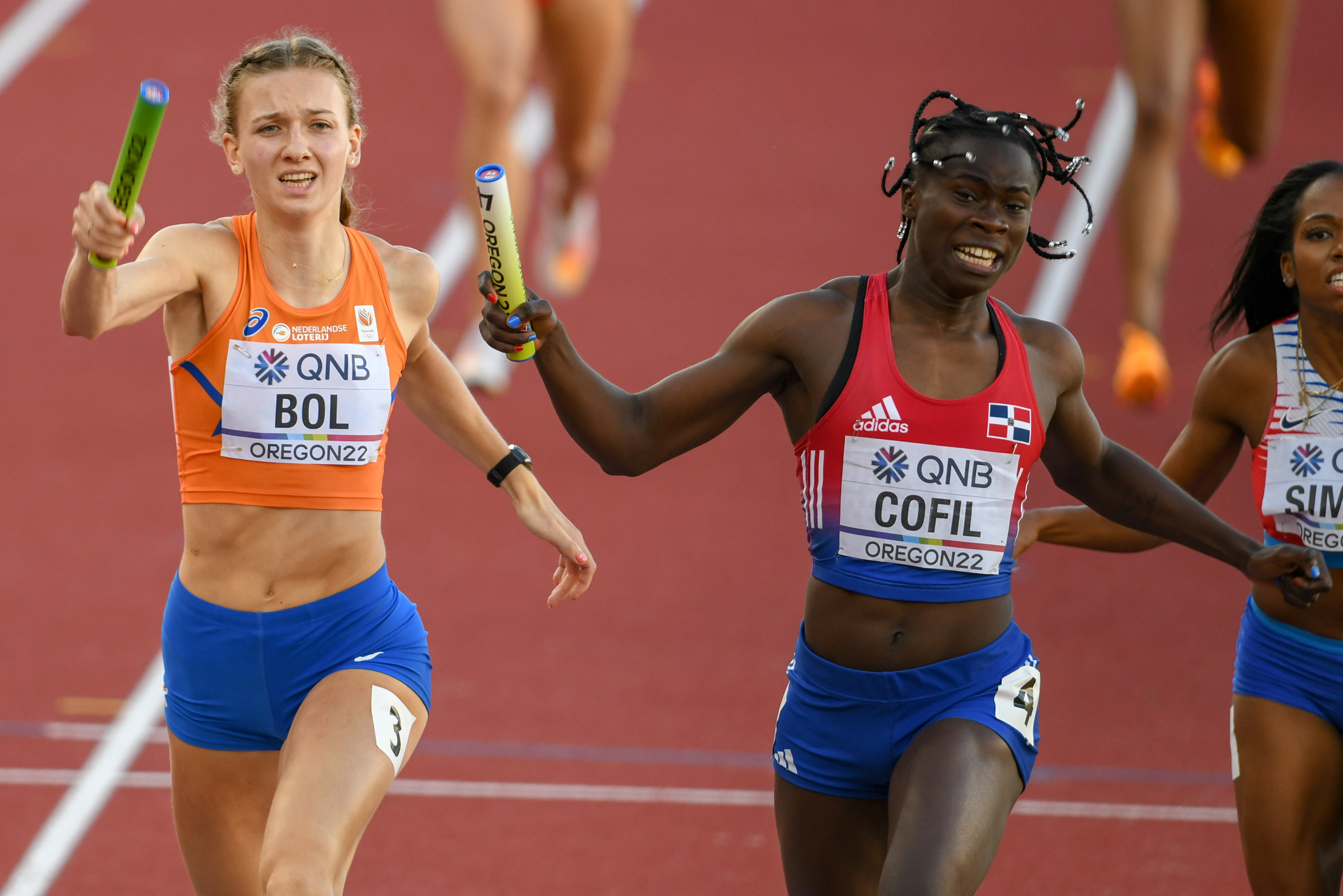
Femke Bol à la lutte avec la Dominicaine Fiordaliza Cofil en finale du mixte des championnats du monde 2022.

Aux championnats du monde en salle 2022, à Belgrade, Femke Bol se classe deuxième de l'épreuve du 400 m, derrière Shaunae Miller-Uibo, et deuxième du relais 4 × 400 m avec Lieke Klaver, Eveline Saalberg et Lisanne de Witte, le titre revenant à l'équipe de Jamaïque. Quelques jours avant ces championnats, elle avait porté son record personnel sur 400 m en salle à 50 s 30 à Apeldoorn.
En Ligue de diamant 2022, elle remporte le 400 m haies du meeting de Rome (53 s 03), du meeting d'Oslo (52 s 61) et du meeting de Stockholm (52 s 27).
Lors des championnats du monde 2022, à Eugene, elle remporte la médaille d'argent du relais 4 × 400 mètres mixte en compagnie de Liemarvin Bonevacia, Lieke Klaver et Tony van Diepen, l'équipe néerlandaise étant devancée par le relais de la République dominicaine. Le 22 juillet, elle décroche une nouvelle médaille d'argent sur 400 m haies en 52 s 27, loin derrière Sydney McLaughlin qui bat le record du monde en 50 s 68.
A l'occasion des championnats d'Europe 2022 à Munich, elle devient championne d'Europe du 400 mètres le 17 août en établissant un nouveau record des Pays-Bas en 49 s 44, puis obtient un second titre deux jours plus tard sur le 400 mètres haies en 52 s 67, record des championnats d'Europe. Le 20 août, elle rajoute l'or du relais 4 × 400 mètres féminin avec les Pays Bas. Elle signe ainsi un triplé 400 mètres/400 mètres haies/4 × 400 m retentissant et inédit dans l'histoire de l'athlétisme.
En octobre 2022, elle reçoit le Trophée de l'athlète européen de l'année.

### Record du monde en salle du 400 m, record d'Europe du 400 m haies et doublé aux championnats du monde (2023)

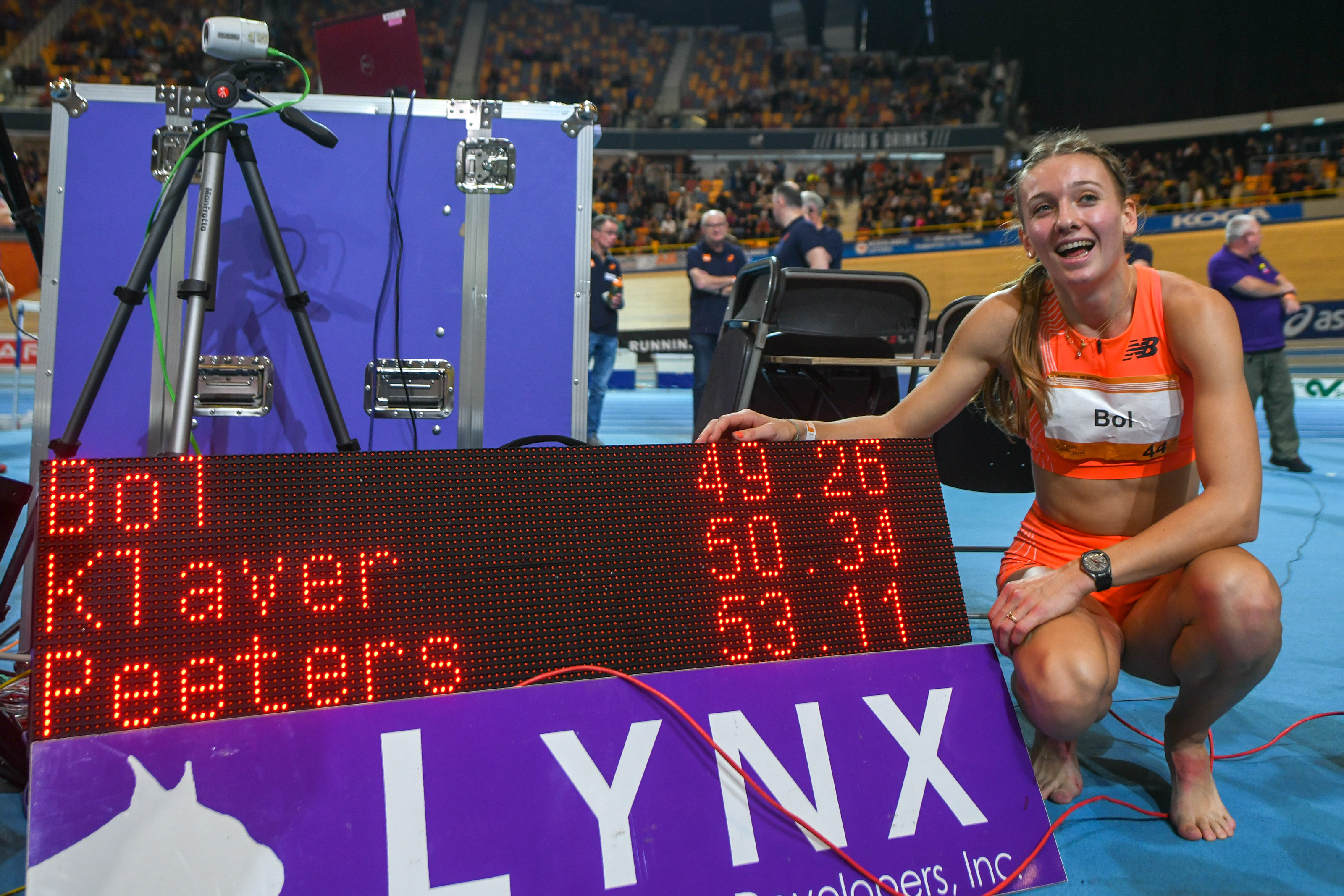
Bol après son record du monde en salle du 400 m, le 19 février 2023 à Apeldoorn.

Lors du meeting de Metz le 11 février 2023, Femke Bol signe le temps de 49 s 96 sur 400 m, devenant la quatrième performeuse mondiale de l'histoire sur cette distance en indoor, et la plus rapide depuis 19 ans. Le même soir, elle bat le record des Pays-Bas du 200 m en indoor avec un chrono en 22 s 87.
Le 19 février 2023, lors des championnats des Pays-Bas en salle à Apeldoorn, la Néerlandaise établit un nouveau record du monde en salle du 400 m en parcourant la distance en 49 s 26. Elle améliore de 33 centièmes de seconde l'ancienne meilleure marque mondiale détenue par la Tchèque Jarmila Kratochvílová depuis la saison 1982.

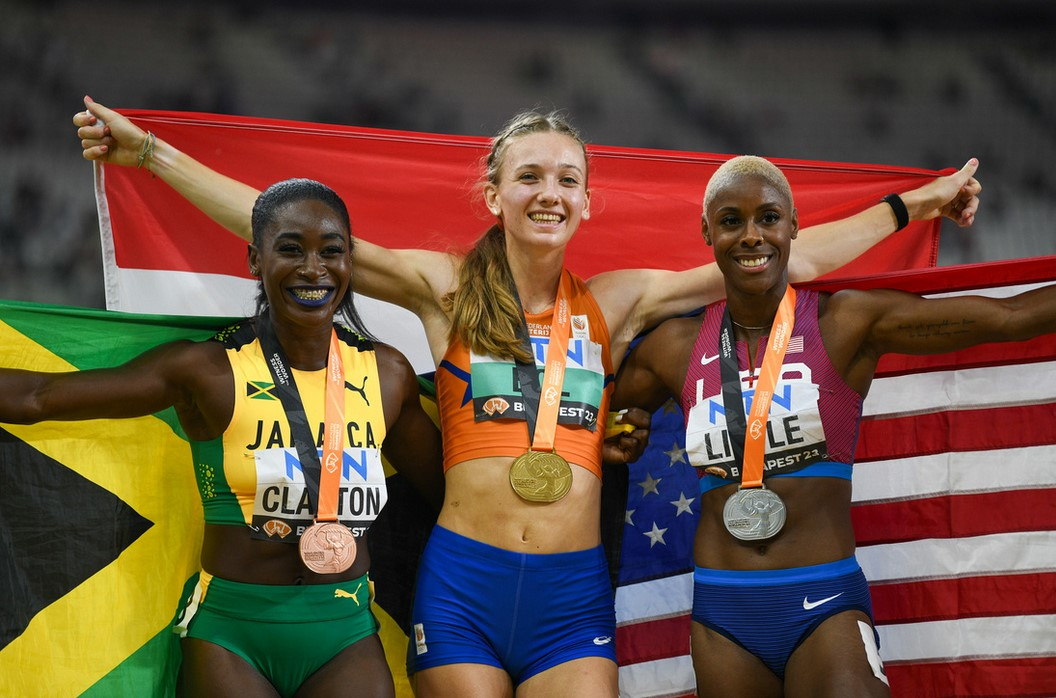
Femke Bol remporte le 400 m haies des championnats du monde 2023.

Aux championnats d'Europe en salle 2023 d'Istanbul, Femke Bol réalise un nouveau doublé comme à Toruń deux ans plus tôt. Elle s'impose tout d'abord dans l'épreuve du 400 m dans le temps de 49 s 85, en devançant Lieke Klaver et Anna Kiełbasińska, puis avec le relais 4 × 400 m aux côtés de Lieke Klaver, Eveline Saalberg et Cathelijn Peeters. L'équipe néerlandaise établit en outre un nouveau record de la compétition en 3 min 25 s 66.
Le 23 juillet, Bol bat son propre record d'Europe du 400 m haies en réalisant 51 s 45 à Londres, ce qui est alors la meilleure performance mondiale de l'année et le troisième meilleur temps de l'histoire. Elle améliore par la même occasion le record de la Ligue de diamant, le record du meeting, et le record des Pays-Bas.
Lors du premier jour des championnats du monde 2023 à Budapest, elle participe à la finale du relais 4 × 400 m mixte et chute à quelques mètres de l'arrivée alors que son équipe était en course pour la victoire, sa compatriote Sifan Hassan ayant subi le même sort quelques minutes plus tôt sur 10 000 m. Le 24 août 2023, elle décroche son premier titre mondial en remportant aisément la finale du 400 m haies en 51 s 70, reléguant à près d'une seconde Shamier Little et Rushell Clayton, et profitant de l'absence de la tenante du titre Sydney McLaughlin-Levrone, blessée et qui avait décidé de ne pas s'aligner sur cette épreuve. Le 27 août 2023, elle gagne une deuxième médaille d'or, au titre du relais 4 × 400 mètres, en doublant ses deux adversaires dans les derniers mètres de la course. L'équipe des Pays-Bas, qui établit un nouveau record national en 3 min 20 s 72, devance la Jamaïque et la Grande-Bretagne.

### Nouveaux records du monde en salle du 400 m et titre mondial sur cette épreuve (2024)
Le 18 février 2024, Femke Bol bat son propre record du monde en salle du 400 m de deux centièmes, parcourant cette fois la distance en 49 s 24. Sa performance a pour cadre le même contexte qu'en 2023 : les championnats des Pays-Bas en salle disputés à Apeldoorn. Le 2 mars, elle bat à nouveau ce record, le portant à 49 s 17 à l'occasion de sa victoire lors des championnats du monde en salle de Glasgow. Associée à Lieke Klaver, Cathelijn Peeters et Lisanne de Witte, elle remporte également le titre mondial en relais 4 × 400 m. Le temps de 3 min 25 s 07 constitue un nouveau record des Pays-Bas.

### Jeux Olympiques de Paris 2024: or, argent et bronze

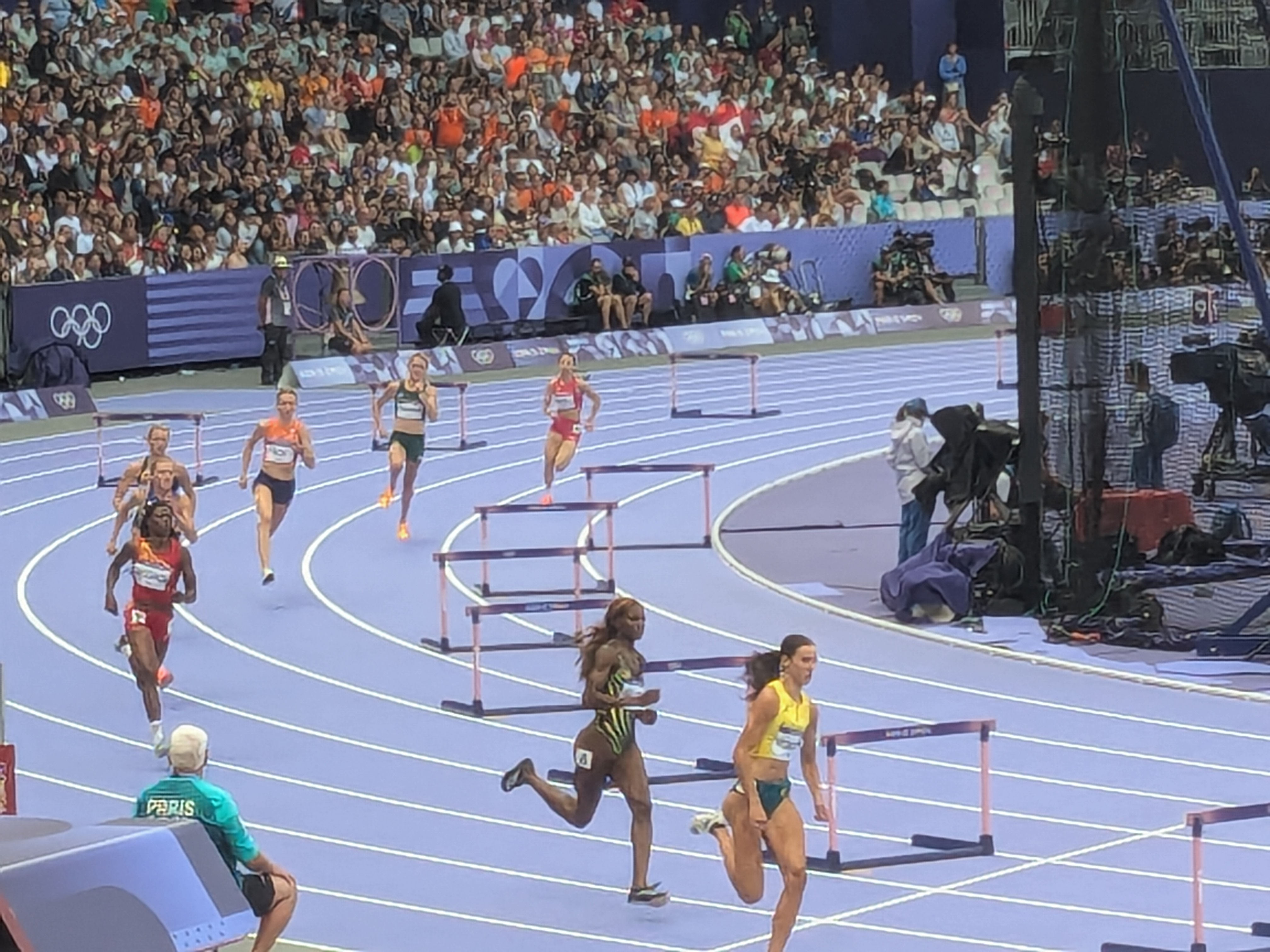
Bol (quatrième couloir en partant de la droite) lors du premier tour du 400 mètres haies aux Jeux olympiques de Paris 2024.

Au relais mixte 4x400, associée à Lieke Klaver, Eugene Omalla et Isaya Klein Ikink, le 3 août, elle remporte l’or. En tant que dernière coureuse, « grâce à une remontée folle » Femke Bol  gagne trois places dans un sprint final phénoménal. Ainsi l'équipe s’impose avec seulement deux centièmes de seconde (3 min 07 s 43) derrière le record du monde (3 min 07 s 41) et elle réalise un temps intermédiaire de 48 s 00, ce qui fait d’elle la coureuse la plus rapide de la course. Au 400 mètres haies, elle court le 4 août le premier tour en 53 s 38 et le 6 août la demi-finale en 52 s 57, puis le 8 août, dans la finale, elle remporte une médaille de bronze en 52 s 15 derrière Sydney McLaughlin-Levrone (50 s 37, record du monde) et Anna Cockrell (51 s 87, record personnel). Le 10 août, Bol remporte avec  l’équipe féminine néerlandaise dans le relais 4 × 400 m une médaille d’argent avec un record national de 3.19.50;  derrière l’équipe des États-Unis (or) et devant l’équipe de la Grande-Bretagne (bronze). Bol remporte un total de trois médailles à ces Jeux olympiques d’été .

## Palmarès

### International
| Date | Compétition                       | Lieu             | Résultat | Épreuve         | Temps              |
| ---- | --------------------------------- | ---------------- | -------- | --------------- | ------------------ |
| 2019 | Championnats d'Europe juniors     | Borås            | 1re      | 400 m haies     | 56 s 25            |
| 2019 | Championnats d'Europe par équipes | Sandnes          | 2e       | 400 m haies     | 56 s 97            |
| 2019 | Championnats du monde             | Doha             | 6e       | 4 × 400 m       | 3 min 27 s 89      |
| 2021 | Championnats d'Europe en salle    | Toruń            | 1re      | 400 m           | 50 s 63            |
| 2021 | Championnats d'Europe en salle    | Toruń            | 1re      | 4 × 400 m       | 3 min 27 s 16      |
| 2021 | Jeux olympiques                   | Tokyo            | 3e       | 400 m haies     | 52 s 03            |
| 2021 | Jeux olympiques                   | Tokyo            | 6e       | 4 × 400 m       | 3 min 23 s 74      |
| 2021 | Jeux olympiques                   | Tokyo            | 4e       | 4 × 400 m mixte | 3 min 10 s 36      |
| 2021 | Ligue de diamant                  | Ligue de diamant | 1re      | 400 m haies     | 52 s 80            |
| 2022 | Championnats du monde en salle    | Belgrade         | 2e       | 400 m           | 50 s 57            |
| 2022 | Championnats du monde en salle    | Belgrade         | 2e       | 4 × 400 m       | 3 min 28 s 27      |
| 2022 | Championnats du monde             | Eugene           | 2e       | 400 m haies     | 52 s 27            |
| 2022 | Championnats du monde             | Eugene           | 2e       | 4 × 400 m mixte | 3 min 9 s 90       |
| 2022 | Championnats d'Europe             | Munich           | 1re      | 400 m           | 49 s 44            |
| 2022 | Championnats d'Europe             | Munich           | 1re      | 400 m haies     | 52 s 67            |
| 2022 | Championnats d'Europe             | Munich           | 1re      | 4 × 400 m       | 3 min 20 s 87      |
| 2022 | Ligue de diamant                  | Ligue de diamant | 1re      | 400 m haies     | 53 s 03            |
| 2023 | Championnats d'Europe en salle    | Istanbul         | 1re      | 400 m           | 49 s 85            |
| 2023 | Championnats d'Europe en salle    | Istanbul         | 1re      | 4 × 400 m       | 3 min 25 s 66 (CR) |
| 2023 | Jeux européens                    | Chorzów          | 1re      | 400 m           | 49 s 82            |
| 2023 | Championnats du monde             | Budapest         | 1re      | 400 m haies     | 51 s 70            |
| 2023 | Championnats du monde             | Budapest         | 1re      | 4 × 400 m       | 3 min 20 s 72      |
| 2023 | Ligue de diamant                  | Ligue de diamant | 1re      | 400 m haies     | 51 s 98            |
| 2024 | Championnats du monde en salle    | Glasgow          | 1re      | 400 m           | 49 s 17 (WR)       |
| 2024 | Championnats du monde en salle    | Glasgow          | 1re      | 4 × 400 m       | 3 min 25 s 07      |
| 2024 | Relais mondiaux                   | Nassau           | 2e       | 4 × 400 m mixte | 3 min 11 s 45      |
| 2024 | Championnats d'Europe             | Rome             | 1re      | 400 m haies     | 52 s 49            |
| 2024 | Championnats d'Europe             | Rome             | 1re      | 4 x 400 m       | 3 min 22 s 39      |
| 2024 | Championnats d'Europe             | Rome             | 3e       | 4 x 400 m mixte | 3 min 10 s 73      |
| 2024 | Jeux olympiques                   | Paris            | 1re      | 4 × 400 m mixte | 3 min 07 s 43      |
| 2024 | Jeux olympiques                   | Paris            | 3e       | 400 m haies     | 52 s 15            |
| 2024 | Jeux olympiques                   | Paris            | 2e       | 4 × 400 m       | 3 min 19 s 50      |
| 2025 | Championnats d'Europe en salle    | Apeldoorn        | 1re      | 4 x 400 m       | 3 min 24 s 34      |
| 2025 | Championnats d'Europe en salle    | Apeldoorn        | 1re      | 4 x 400 m mixte | 3 min 15 s 63      |

### National
- Championnats des Pays-Bas élite:
  - En plein air :
    - 200 m : 2e en 2022, 3e en 2020

  - En salle :
    - 400 m : titrée en 2019, 2021, 2022, 2023 et 2024 ; 2e en 2020
- Championnats des Pays-Bas U20 :
  - 400 m en salle : 2018 (1re), 2019 (1re)
  - 200 m en plein air : 2019 (2e)
  - 400 m en plein air : 2018 (1re)
  - 400 m haies en plein air : 2019 (1re)
- Championnats des Pays-Bas d'athlétisme U18 :
  - 400 m en salle : 2016 (1re), 2017 (1re)
  - 400 m en plein air : 2015 (1re), 2016 (1re), 2017 (1re)

## Records
| Épreuve         | Temps                  | Lieu              | Date            |
| En plein air    | En plein air           | En plein air      | En plein air    |
| --------------- | ---------------------- | ----------------- | --------------- |
| 200 m           | 22 s 80                | Hengelo           | 30 juin 2024    |
| 400 m           | 49 s 44 (NR)           | Munich            | 17 août 2022    |
| 300 m haies     | 36 s 86 (WB)           | Ostrava           | 31 mai 2022     |
| 400 m haies     | 50 s 95 (AR)           | La Chaux-de-Fonds | 14 juillet 2024 |
| 4 × 400 m       | 3 min 20 s 87 (NR)     | Munich            | 20 août 2022    |
| 4 × 400 m mixte | 3 min 07 s 43 (AR)     | Paris             | 3 août 2024     |
| Piste courte    |                        |                   |                 |
| 200 m           | 22 s 64 (NR)           | Metz              | 3 février 2024  |
| 400 m           | 49 s 17 (WR)           | Glasgow           | 2 mars 2024     |
| 500 m           | 1 min 05 s 63 (WB)     | NB Track : Boston | 4 février 2023  |
| 4 × 400 m       | 3 min 25 s 07 (NR)(CR) | Glasgow           | 3 mars 2024     |

## Récompenses
- Trophée de l'athlète européen de l'année en 2022 et 2023